# Sidney de Souza
Sidney de Souza, född 26 juli 1966, är en friidrottare från Brasilien. Han deltog vid olympiska sommarspelen 1992.